# Akigumo (1941)
El Akigumo (秋雲 nube otoñal?) fue el último destructor de la Clase Kagerō. Sirvió en la Armada Imperial Japonesa durante la Segunda Guerra Mundial.

## Historia
En los primeros meses de la guerra formó parte de la escolta de los portaaviones Zuikaku y Shōkaku. Durante la batalla de las Islas Santa Cruz, el 26 de octubre de 1942, torpedeó y hundió junto al Makigumo al portaaviones estadounidense USS Hornet, previamente abandonado por su tripulación tras ser dañado más allá de cualquier reparación.
Participó tanto en las misiones de suministro de tropas y material del Tokyo Express a Guadalcanal, como en su posterior evacuación, la llamada Operación Ke. El 17 de diciembre de 1943, tras una misión de escolta, atracó en Yokosuka, donde se procedió a reparar al buque y a sustituir una de sus torretas de popa por dos montajes antiaéreos triples de 25 mm.
El Akigumo fue hundido el 11 de abril de 1944 por el submarino USS Redfin, 30 millas al sureste de Zamboanga, en la posición (6°43′N 122°23′E / 6.717, 122.383). 137 miembros de la tripulación perecieron en el ataque y posterior hundimiento, incluyendo al capitán del destructor.